# New Whiteland
New Whiteland est une municipalité située dans le comté de Johnson, dans l’État de l'Indiana, aux États-Unis. Lors du recensement de 2020, elle comptait 5 550 habitants.